# Otiothops setosus
Otiothops setosus är en spindelart som beskrevs av Cândido Firmino de Mello-Leitão 1927. 
Otiothops setosus ingår i släktet Otiothops och familjen Palpimanidae. Inga underarter finns listade i Catalogue of Life.